# Susanna e i vecchioni (Artemisia Gentileschi Pommersfelden)
Susanna e i vecchioni è un dipinto a olio su tela (170x119 cm) realizzato nel 1610 dalla pittrice italiana Artemisia Gentileschi. Fa parte della Collezione Graf von Schönborn, che si trova a Pommersfelden in Germania.

## Storia
Il quadro — firmato "Artemisia Gentileschi" è datato 1610, quando la pittrice aveva appena 17 anni — fu esibito dal padre Orazio come prova della maestria ormai raggiunta dalla figlia. Esso è stato pertanto oggetto di controverse attribuzioni: molti hanno ritenuto che fosse sostanzialmente opera di Orazio, firmato col nome di Artemisia solo per scopi promozionali. Altri ne hanno messo in discussione la datazione (soprattutto quando si ipotizzava, per Artemisia, una data di nascita posteriore). Più recentemente altri studiosi hanno ipotizzato che la stessa autrice del dipinto abbia retrodatato il dipinto come simbolo dell'inizio dell'oppressione subita da parte del padre e di Agostino Tassi.
Sono stati attribuiti ad Artemisia Gentileschi altri due quadri rappresentanti lo stesso episodio biblico: una tela datata 1649 e un altro quadro datato 1652, attribuitole nel 2004 dalla studiosa d'arte Adelina Modesti.

## Descrizione e stile
Il soggetto di Susanna e i vecchioni è, tra gli episodi dell'Antico Testamento, uno dei più frequentemente rappresentati, specialmente nel XVI e XVII secolo. L'episodio al quale si riferisce l'opera è narrato nel Libro di Daniele: la casta Susanna, sorpresa al bagno da due anziani signori che frequentavano la casa del marito, è sottoposta a ricatto sessuale: o acconsentirà di sottostare ai loro appetiti o i due diranno al marito di averla sorpresa con un giovane amante. Susanna accetta l'umiliazione di una ingiusta accusa; sarà Daniele a smascherare la menzogna dei due laidi anziani. La rappresentazione di Susanna sorpresa ignuda dai vecchioni ha apparentemente intenti moralistici, ma è spesso un pretesto per soddisfare la "pruderie" di committenti che si compiacciono di soggetti di nudo femminile.
Ora la critica pare aver superato i tanti dubbi attributivi e considera il quadro (anche quando siano presenti modesti aiuti del padre) non solo una dimostrazione del livello eccelso delle precoci capacità pittoriche di Artemisia, ma anche della ricerca di una sua autonomia rispetto ad Orazio. Pur rimanendo nella scia del realismo caravaggesco, Artemisia sembra qui guardare anche alle novità portate a Roma da Annibale Carracci. Pare che la pittrice abbia scelto di ritrarre la protagonista in una posa alquanto avvitata per mostrare il proprio virtuosismo. Il corpo di Susanna risulta realistico anche in particolari come il ventre e il seno, solitamente idealizzati da artisti a lei contemporanei. Tale effetto è stato ottenuto grazie alla sottile ombreggiatura operata sul nudo.
Colpisce sul piano stilistico l'essenzialità del quadro. Rispetto ad altri di soggetto analogo, non vi sono ancelle attorno a Susanna, né vasche o ruscelli per le abluzioni, né fronde che nascondono i due guardoni. La scena è tenuta dai soli tre protagonisti disposti in modo marcatamente piramidale. I due anziani sono appoggiati ad una balaustra e confabulano tra loro, sorpresi nel momento esatto in cui formulano la proposta lasciva. Nel dipinto appaiono come un'unica massa scura che grava esattamente sopra la testa della giovane donna, che risulta oppressa. La sensazione di intrappolamento viene aumentata grazie al muro compatto alle sue spalle. Artemisia descrive in questo modo il disagio psicologico di Susanna, che, sopraffatta dall'evento, non cerca neppure di nascondere le forti e generose forme del suo corpo (inconfondibilmente dipinte da Artemisia), ma tende le mani quasi a voler allontanare da sé la molestia dei due.

## Influenze

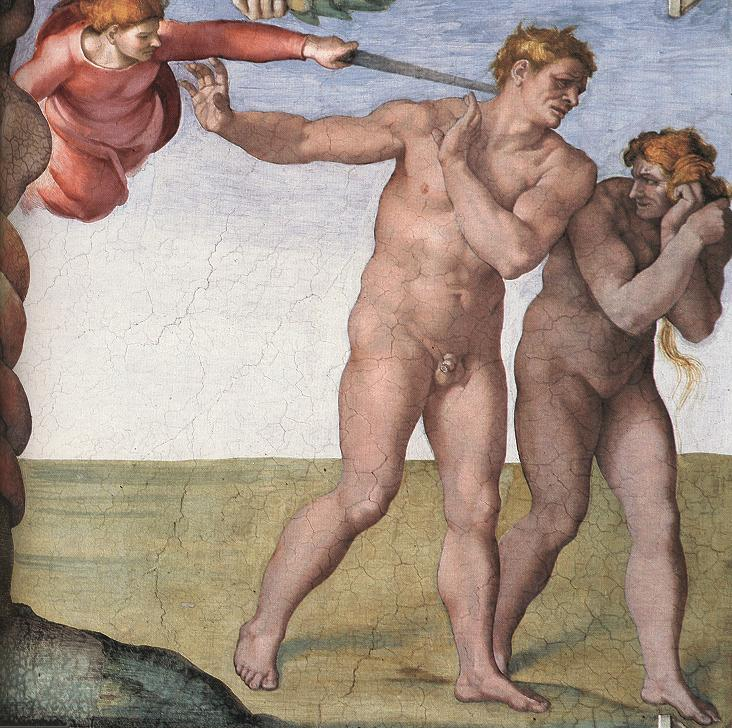
Dettaglio della Cacciata dal Paradiso di Michelangelo

La storica dell'arte Mary Garrard ha fatto notare come la posa di Susanna possa essere ispirata alla figura di Adamo nella Cacciata dal Paradiso, dipinta da Michelangelo nella Cappella Sistina. Il tratto naturalistico e audace dell'opera è frutto dello studio di Artemisia delle opere di Caravaggio, nonostante egli non abbia mai ritratto nudi. Le delicate ombreggiature del quadro e la meticolosità nel dipingere certi dettagli (ad esempio l'incrinatura nel gradino a destra di Susanna) sono affini allo stile del padre Orazio, che potrebbe averla aiutata nel completamento dell'opera.

## Interpretazione
Una dubbia lettura dell'opera della Gentileschi, che privilegiava la sua biografia rispetto alla qualità artistica, aveva voluto vedere nella Susanna una sorta di auto-rappresentazione della propria condizione di giovane donna quotidianamente insidiata da uomini lascivi. Il quadro precede lo stupro subito da Artemisia ad opera di Agostino Tassi, che collaborava in quel periodo con Orazio per la realizzazione della loggetta della sala del Casino delle Muse a Palazzo Pallavicini Rospigliosi. Anche per questo è stata avanzata l'ipotesi che l'uomo con i capelli scuri (troppo giovane per essere chiamato "vecchione") si possa identificare proprio con Agostino Tassi.